# 藤原乙麻呂
藤原 乙麻呂（ふじわら の おとまろ）は、奈良時代の公卿。名は乙万呂・弟麻呂とも記される。藤原南家の祖、左大臣・藤原武智麻呂の四男。官位は従三位・武部卿。

## 経歴
天平9年（737年）父・武智麻呂ら藤原四兄弟の死後まもなく、従兄弟の北家・永手、式家・広嗣と共に従六位上から従五位下に叙せられる。兵部少・大輔を経て、天平19年（747年）従五位上に叙せられる。
孝謙朝に入ると、天平勝宝元年（749年）二階昇進して正五位上に昇叙され、翌天平勝宝2年（750年）には宇佐八幡の託宣により正五位上・大宰少弐から一躍従三位・大宰帥に昇進する。天平勝宝4年（752年）に大宰帥は紀麻路に交替するが、その後5年ほど動静は明らかでなく、天平宝字元年（757年）には美作守に左遷されている。これについては、天平勝宝2年（750年）の宇佐八幡の託宣を受けた破格の昇進に伴って、当時政権を主導していた兄・仲麻呂との関係が悪化した可能性が指摘されている。
その後、仲麻呂との関係が改善したためか、天平宝字3年（759年）武部卿に任ぜられている。しかし、天平宝字4年（760年）6月の光明皇太后崩御後まもなく薨去。最終官位は武部卿従三位。藤原仲麻呂政権の後ろ盾であった光明皇太后、及び同政権内で武部卿として軍事面を担っていた乙麻呂の相次ぐ死去は、政権への大きな打撃となった。

## 官歴
『続日本紀』による。
- 時期不詳：従六位上
- 天平9年（737年） 9月28日：従五位下
- 天平17年（745年） 9月18日：兵部少輔
- 天平18年（746年） 9月20日：兵部大輔
- 天平19年（747年） 正月20日：従五位上
- 天平勝宝元年（749年） 11月26日：正五位上（越階）
- 天平勝宝2年（750年） 3月12日：大宰少弐。10月1日：従三位（越階）、大宰帥
- 天平勝宝4年（752年） 止大宰帥か[2]
- 天平宝字元年（757年） 6月16日：美作守
- 天平宝字3年（759年） 11月5日：武部卿
- 天平宝字4年（760年） 6月17日：薨去（武部卿従三位）[3]

## 系譜
『尊卑分脈』による。
- 父：藤原武智麻呂
- 母：紀麻呂の娘
- 妻：石川建麻呂または石川連麻呂の娘
  - 男子：藤原是公（727-789）
- 妻：橘真都我 - 橘佐為の娘、のち藤原是公の妻
  - 男子：藤原是人
- 生母不詳の子女
  - 女子：藤原今河室